# Nombre de Stanton
Le nombre de Stanton {\displaystyle (St)} est un nombre sans dimension utilisé dans les opérations de transfert thermique et massique. Il représente le rapport entre le transfert total et le transfert par convection. Si la convection est seule responsable du transfert, alors le nombre de Stanton vaudra 1.
Ce nombre porte le nom de Thomas Ernest Stanton (en), ingénieur britannique.

## Stthermique
La version thermique du nombre de Stanton représente le rapport du transfert total sur le transfert par convection.
On le définit de la manière suivante :
{\displaystyle St_{thermique}={\frac {h}{v\,\rho \,C_{p}}}}
avec :
- h - Coefficient de transfert thermique
- v - vitesse
- ρ - Masse volumique
- Cp - capacité calorifique

## Stmassique
La version massique du nombre de Stanton représente le rapport du transfert total sur le transfert par convection.
On le définit de la manière suivante :
{\displaystyle St_{massique}={\frac {K_{c}}{v}}}
avec :
- v - vitesse
- Kc - Coefficient de transfert de masse

Il peut également être défini via d'autres nombres adimensionnels :
{\displaystyle St_{x}={\frac {Nu_{x}}{Re_{x}Pr}}}
où :
- Nu - Nombre de Nusselt
- Re - Nombre de Reynolds
- Pr - Nombre de Prandtl